# Chris Karloff
Chris Karloff (ur. 1980/1981 w Leicesterze) – brytyjski gitarzysta, keyboardzista i tekściarz, w latach 1997–2006 członek indierockowego zespołu Kasabian.

## Życiorys
Dorastał w Blaby. Słuchał różnego rodzaju muzyki, dla których był także inspiracją, m.in. zespołów Kraftwerk, Nirvana, The Prodigy, Nine Inch Nails, Tangerine Dream i Primal Scream, a także Vangelisa i Jimiego Hendrixa.
W 1997 roku został członkiem indierockowego zespołu Kasabian (wówczas pod nazwą Saracuse), dołączając do trójki muzyków: wokalisty Toma Meighana, gitarzysty i wokalisty Sergia Pizzorno oraz basisty Chrisa Edwardsa. W zespole grał na gitarze, instrumentach klawiszowych, a także używał gitary basowej, elektroniki i perkusji. Był także jednym z głównych autorów tekstów piosenek grupy.
W 2000 roku wspólnie z Pizzorno zaczął ukierunkowywać brzmienie zespołu w stronę elektronicznego rocka w stylu Primal Scream. W 2001 roku jego grupa zmieniła nazwę na Kasabian, a ich pierwszy album studyjny zatytułowany Kasabian miał swoją premierę 6 września 2004 roku.
Współpracował z DJ-em Shadowem, występując gościnnie wraz z Pizzorno w utworze „The Tiger”, który znalazł się na albumie The Outsider wydanym w 2006 roku.
W 2006 roku, w okresie nagrywania drugiego albumu o nazwie Empire, opuścił Kasabian z powodu różnic kreatywnych z pozostałymi członkami grupy. Zdążył natomiast napisać teksty do trzech piosenek z albumu, między innymi do tytułowego singla. Podczas występów na żywo zastąpił go Jay Mehler, a sam album miał premierę jeszcze w tym samym roku.
Po rozstaniu z zespołem przeprowadził się do Nowego Jorku, gdzie wraz z Nickiem Fordem w 2011 roku założył zespół muzyki elektronicznej Black Onassis, grając w nim na gitarze i syntezatorze. Wydał jeden album studyjny Desensitized, który miał swoją premierę 23 września 2013 roku. Do jego nagrania zaproszono kilku wokalistów, w tym Lielę Moss z The Duke Spirit, Morgan Kibby z M83, Bena Gautreya z The Cooper Temple Clause czy Aurelio Vallego.

## Dyskografia

### Kasabian
- Kasabian (2004)
- Empire (2006)

### Black Onassis
- Desensitized (2013)